# まもなくかなたの
「まもなくかなたの」（英原題 ：Shall We Gather at the River?） は賛美歌のひとつ。「まもなくかなたの」 とは、歌詞初行の文言である。

## 概要
原歌は、1864年にバプテスト教会のアメリカ人聖職者、ロバート・ローリー （Robert Lowry, 1826年 - 1899年） によって作詞・作曲された。新約聖書・ヨハネの黙示録第22章で預言されている 「新しいエルサレム」（神の都） での再会に期待する内容であり、葬儀の場で歌われることがある。
日本へは明治初期に導入され、「流水天にあり」との訳詞で歌われた。現在の訳詞は口語体の歌詞で、JASRACへの届け出 （作品コード：080-6196-3） によれば中田羽後（1896年 - 1974年） 名義である。訳詞の著作権は存続している。
原詞詞名（初行）Shall we gather at the river?
曲名（チューンネーム）BEAUTIFUL RIVER （『聖歌』 による。歌集によって異なる）
ミーターIrregular

## 所収
日本の代表的な賛美歌集である日本基督教団『讃美歌』・『讃美歌21』には載っておらず、福音派の諸歌集に掲載されている。
- 『聖歌』687番 （日本福音連盟／いのちのことば社、1958年、絶版）。
- 『新聖歌』475番（教文館、2001年）。ISBN 4764291010
  - 巻末の「著作権一覧表」では、訳詞は JASRAC 管理［ (c) JASRAC ］とされている。
- 『聖歌（総合版）』748番 （日本教会音楽研究会／聖歌の友社、2002年）。
- 『新生讃美歌』602番 （日本バプテスト連盟、2003年）。
- 『希望の讃美歌』395番 （セブンスデー・アドベンティスト教団、2006年）。
- 『救世軍歌集』187番 （救世軍本営、1997年）
  - Richard Slaterによる詞 Yes, there flows a wondrous river を元にしている。

## 影響
- 日本では、明治の初頭に讃美歌「流水天にあり」として紹介され、1891年(明治24年)には、その替え歌の「あなおもしろ」として小山作之助の国民唱歌集に収められた。1937年（昭和12年）には、替え歌の「タバコやの娘」（作詞：園ひさし、作曲：鈴木静一）が、岸井明と平井英子の歌で大ヒットした。「向こう横町の煙草屋の、可愛い看板娘……」の歌詞で歌われている。「♪たんたんたぬきの金玉は」で始まる俗謡「たんたんたぬき」も広く歌われた。曲は広く一般に知られ、米菓メーカーホンダ製菓の鉄火焼せんべい（三波伸介の歌唱）や家電量販店ビックカメラ、大阪のカメラ店カメラのナニワ、アース製薬のアースゴキブリホウ酸ダンゴ コンクゴキンジャムなどの CMソングにも替え歌で使用されている。また、アニメ「Gilgamesh」内でも歌われている。
- 映画『三人の名付親』（1948年、ジョン・フォード監督）にて、死亡した女性を弔う為に、ハリー・ケリー・ジュニア演じる強盗団の一人がこの曲を歌う他、ラストでもこの曲が歌われている。ジョン・フォード監督作品では他に『駅馬車』『タバコ・ロード』、『荒野の決闘』『幌馬車』、『捜索者』、『荒野の女たち』でもメロディが使われている。
- 映画『ワイルドバンチ』（1969年、サム・ペキンパー監督）の冒頭において、ワイルドバンチ一味と彼らを追う賞金稼ぎとの銃撃戦に巻き込まれる禁酒団体が演奏しているのが、この曲である。
- 他に『ララミー砦』、『奴らを高く吊るせ!』、『ローン・レンジャー』など多くの西部劇映画で使用されている。

## 参考書籍
- 安田寛『唱歌と十字架 : 明治音楽事始め』音楽之友社、1993年、106頁-111頁。ISBN 4276212529